# Андрофобия
Андрофобията (от гръцки: andros – „мъж“ и phobos – „страх“) е болезнен страх от мъже.
Андрофобията е често свързвана с травматични събития от миналото на страдащия. В миналото фобията е споменавана и във връзка с жени, които се чувстват некомфортно при вида на мъж, при чуването на гласа му или знаейки, че има мъж в къщата.